# Francesc de Paula
|  | Aquest article tracta sobre el sant. Si cerqueu el polític i escriptor valencià, vegeu «Francesc de Paula Burguera i Escrivà». |

Francesc de Paula o de Pàola (Paola, Calàbria, 27 de març de 1416 - Tours, França, 2 d'abril de 1507) va ser un eremita, fundador de l'Orde dels Mínims. És venerat com a sant per l'Església catòlica.

## Biografia
Francesco va néixer a Paola, llavors part del Regne de Nàpols, fill de Giacomo Martolilla i Vienna da Fuscaldo, parella devota de sant Francesc d'Assís, per la qual cosa batejaren el fill amb el seu nom. De molt jove va mostrar senyals d'una gran religiositat i als tretze anys, per complir uns vots dels seus pares quan havia tingut una malaltia als ulls, va ingressar durant un any en un convent franciscà, on va fer vida de pregària i mortificació. En acabar l'any d'estada, va fer un pelegrinatge a Assís i Roma amb els seus pares.
En tornar a Paola, va començar una vida d'eremita en una cova als afores del poble i, després, en una altra vora la mar, on va passar sis anys lliurat a la pregària. A poc a poc va agafar fama per la seva santedat i els feligresos van començar a atribuir-li prodigis. El 1435 va acceptar dos companys al seu retir, i van començar a viure en comunitat. Així van posar les bases del que seria un moviment espiritual que portarà a la fundació d'una comunitat, la dels Eremites de Sant Francesc d'Assís, que després prendrà el nom d'Orde dels Frares Mínims. El nombre de deixebles va créixer i cap al 1454, amb el permís de l'arquebisbe Pirro de Cosenza, Francesc va fer edificar un monestir i una església on viure.
La construcció del monestir va desvetllar entusiasme i devoció populars envers Francesc, i fins i tot els nobles van col·laborar físicament en l'obra. La regla adoptada per Francesc per a la comunitat era d'una severitat extrema, amb l'observança de l'abstinència perpètua i una gran austeritat, a més de la humilitat. El seu objectiu era viure apartats del món, desconeguts de tothom, i essent «els últims entre els fidels», com indicava el nom de «mínims».
El 1470 la Congregació d'ermitans (futur Orde dels Mínims) rep de l'arquebisbe de Cosenza Pirro Caracciolo l'aprovació diocesana. El 1474 Sixt IV els atorga l'aprovació pontifícia, amb el permís per a escriure una regla per a la comunitat, amb el nom d'Eremites de Sant Francesc. Quan Alexandre VI va aprovar-la el 1493, va canviar el nom de l'orde per Orde dels Mínims. Després de l'aprovació, Francesc va fundar diversos monestirs a Calàbria i Sicília, a més de convents de monges i un tercer orde per als laics.

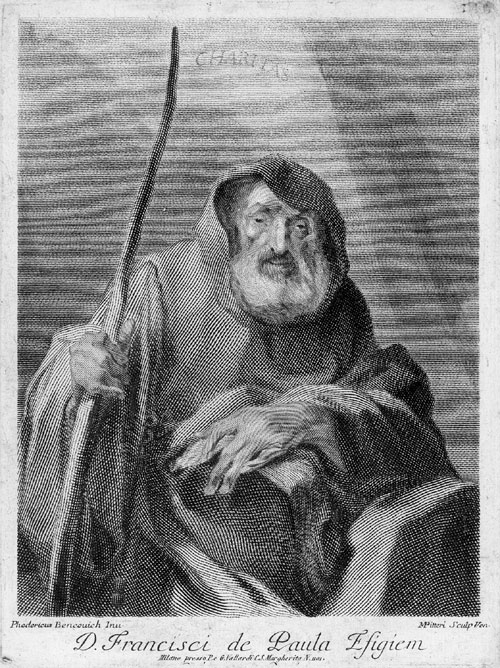
Gravat del segle xviii, per Marco Pitteri.
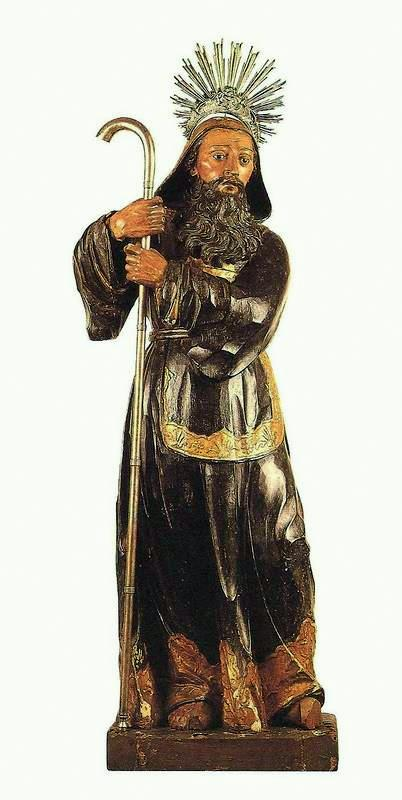
Talla del sant, per Aleijadinho, s. XVIII (São Paulo, Museo de Arte)
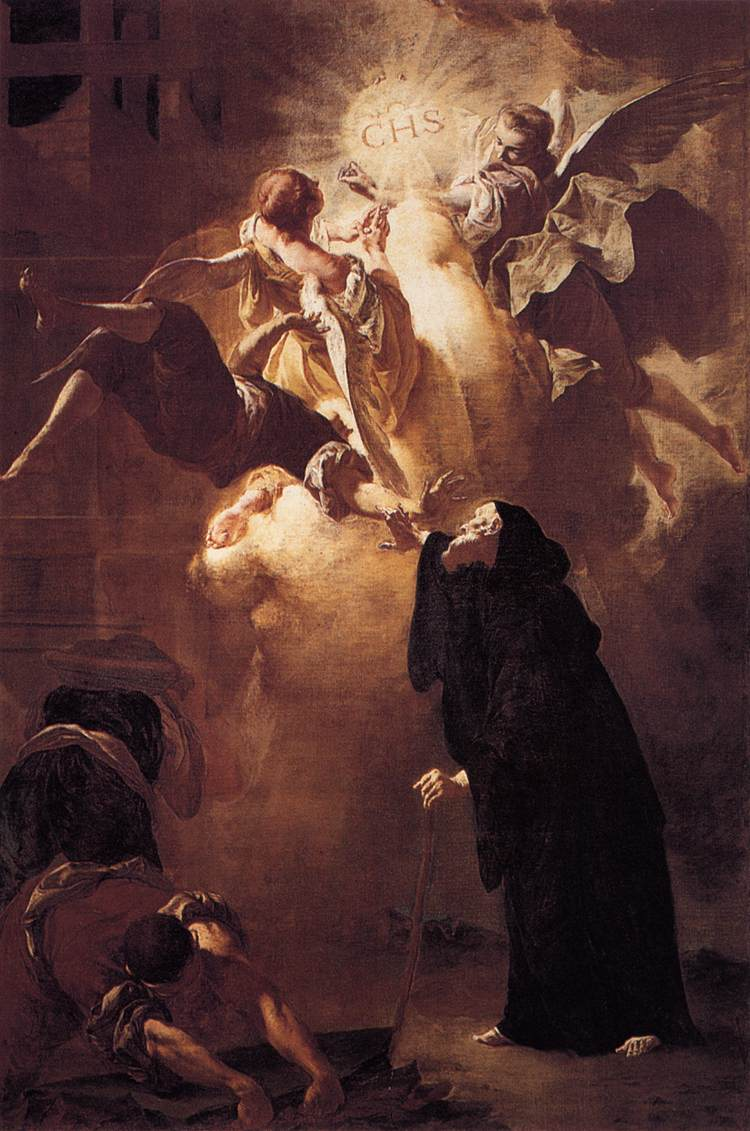
Aparició al sant, per Francesco Cappella, ca. 1750
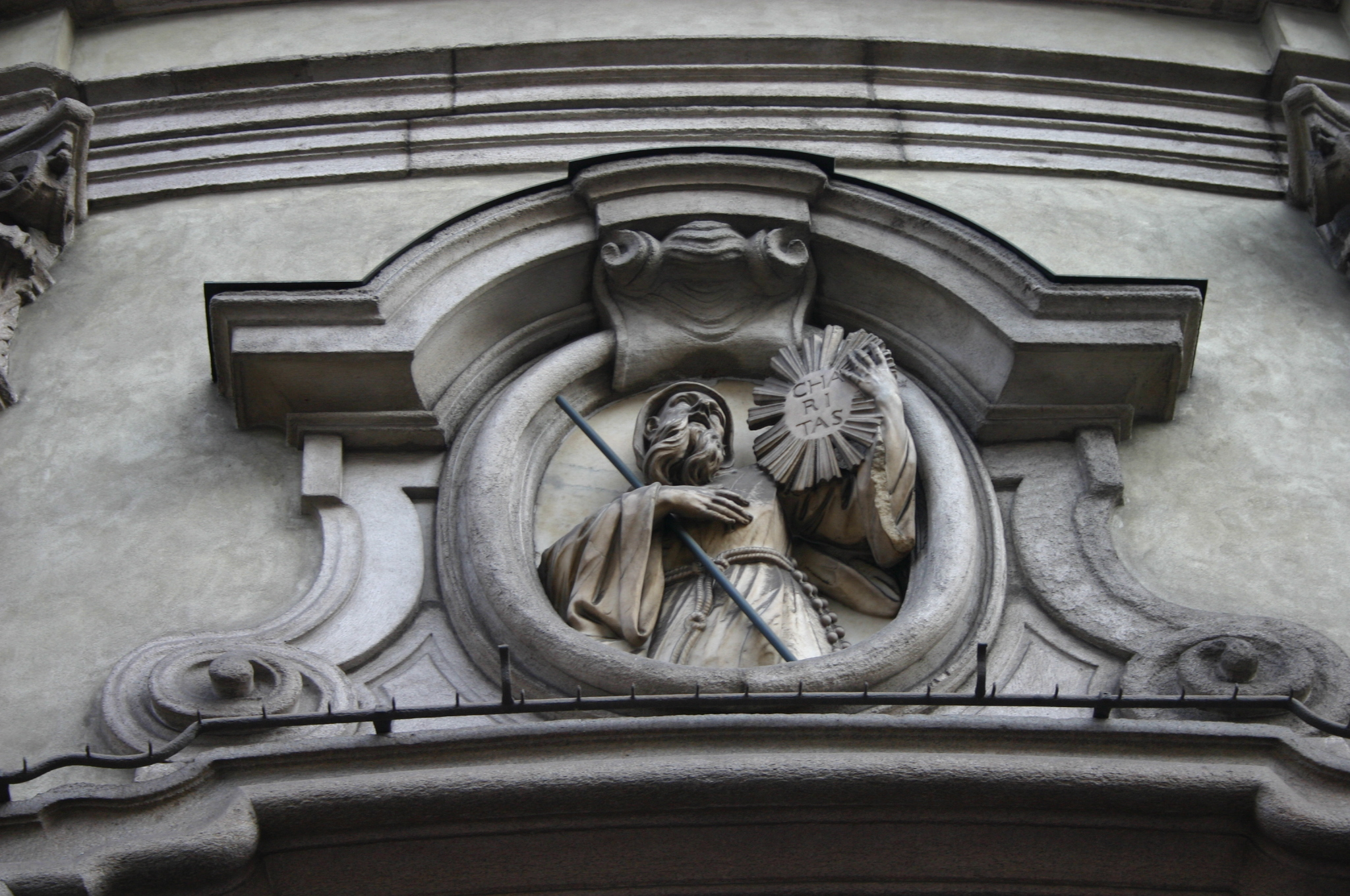
El sant amb el senyal de l'orde mínim, (Milà, S. Francesco di Paola)

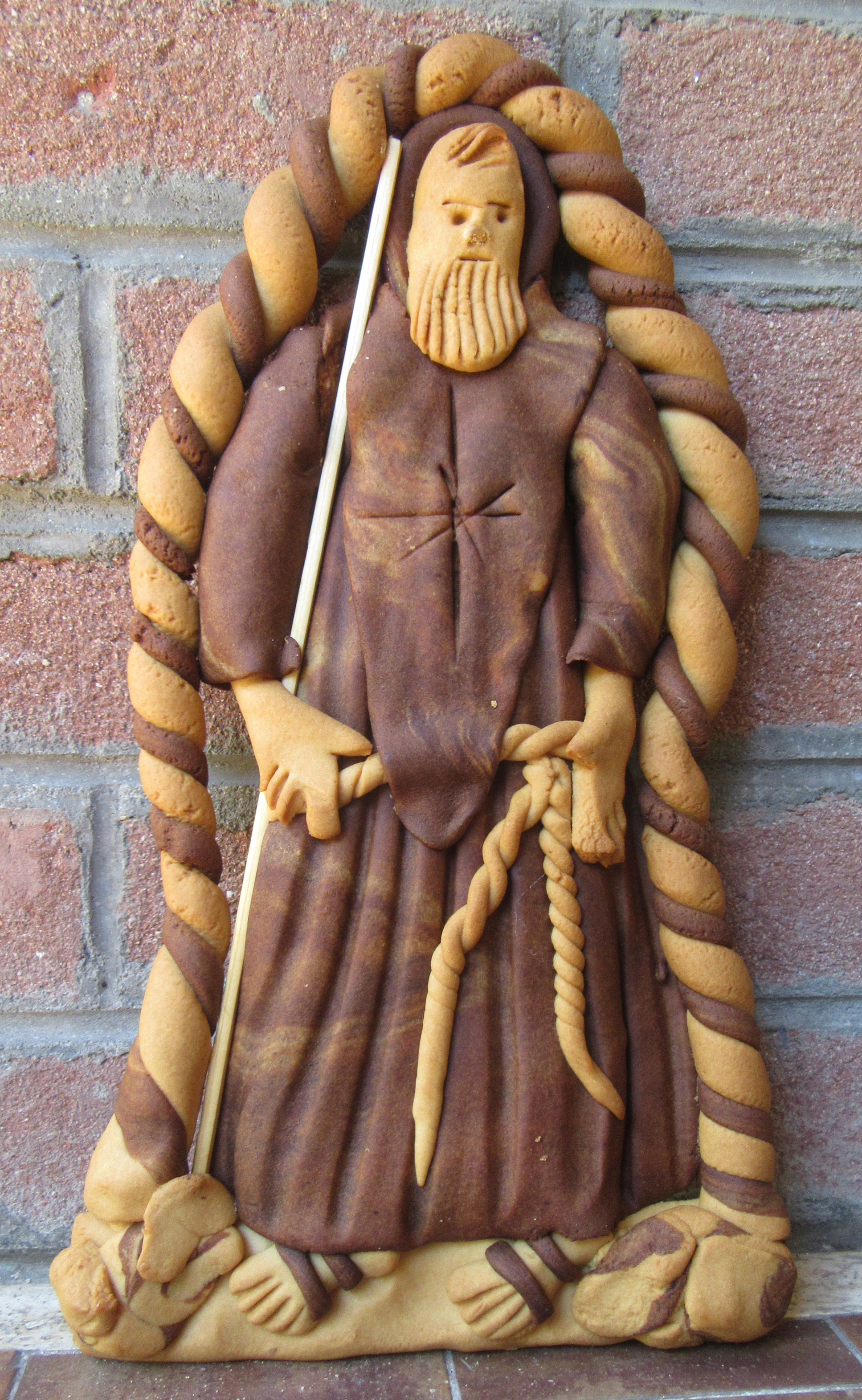
Sant Francesc de Paula, en forma de 'Nzuddha, típic pastís calabrès amb mel

Francesc va tenir do de profecia: va predir la presa d'Òtranto pels turcs el 1480 i la reconquesta pel rei de Nàpols. Va retreure a aquest rei la seva conducta, per la qual cosa el va perseguir. El 1483 se'n va anar cap a França per ordre del papa i a instàncies del rei Lluís XI, que estava malalt i a punt de morir. Allí desenvolupa certa labor diplomàtica en favor de la Santa Seu alhora que tracta d'obtenir d'aquesta l'aprovació d'una regla per al seu orde, que no aconseguirà fins al 1493. Fins a la seva mort comptarà amb el suport i la protecció dels monarques francesos. Al palau de Plessis-les-Tours va acompanyar el rei fins a la seva mort el 1483. El seu successor, Carles VIII de França el va retenir a la cort, on sovint li demanava consell. El rei va fer construir un monestir per als mínims a Plessis i un altre a Roma, al Pincio.
Aquesta estada va influir la vida eclesiàstica francesa. El 1498, Lluís XII de França va succeir Carles VIII; Francesc volia tornar a Itàlia, però el rei no li ho va permetre. Francesc continuà a França, fins que, sentint-se morir, va retirar-se a la solitud, passant tres mesos fent pregària. Llavors reuní la comunitat i els exhortà a tenir caritat mútua i a mantenir el rigor de la seva vida. L'endemà, Divendres Sant, els donà les darreres instruccions sobre l'organització de l'orde i morí el 2 d'abril de 1507 al convent mínim de Plessis.
Després d'uns intents vans, el 1569 es va crear un convent dels mínims a Barcelona. El Palau de la Música es va aixecar al lloc del claustre i pati enderrocats entre 1905 i 1908.

## Veneració
Uns anys després de la seva defunció s'incoen processos per a la seva canonització a Calàbria, Tours i Amiens. Nombrosos testimonis hi van declarar sobre la seva vida i miracles. El 1513 és beatificat i el 1519 canonitzat per Lleó X. El 1562, un grup d'hugonots van profanar la tomba del sant al convent de Plessis. En trobar el cos incorrupte, el van treure i el van cremar. Algunes restes òssies van ésser recollides com a relíquies.
És el patró de Calàbria des de 1963. També és patró dels mariners i naviliers italians. La seva festa litúrgica se celebra el 2 d'abril.

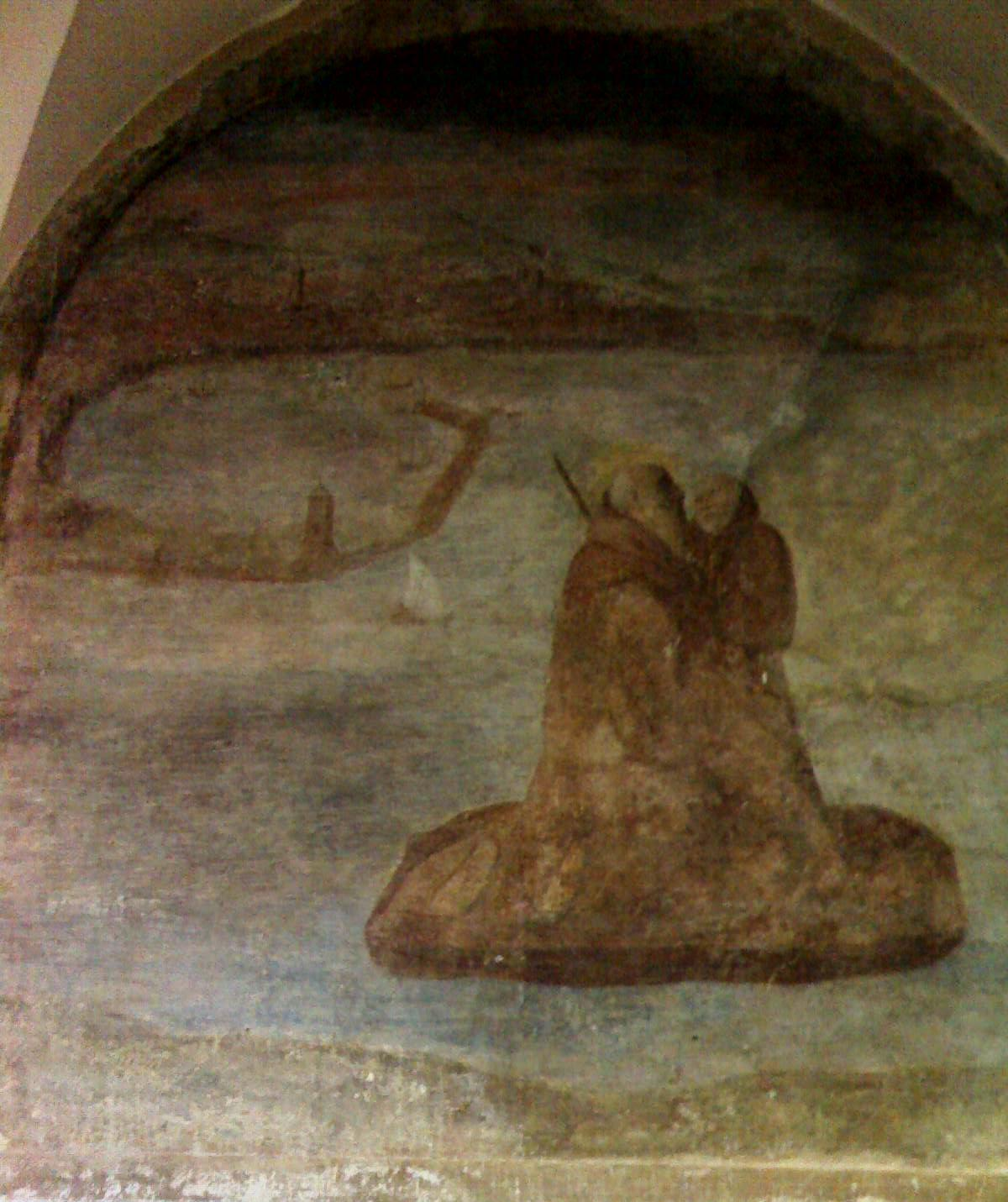
El sant travessant l'estret de Messina (Paola, S. Francesco)
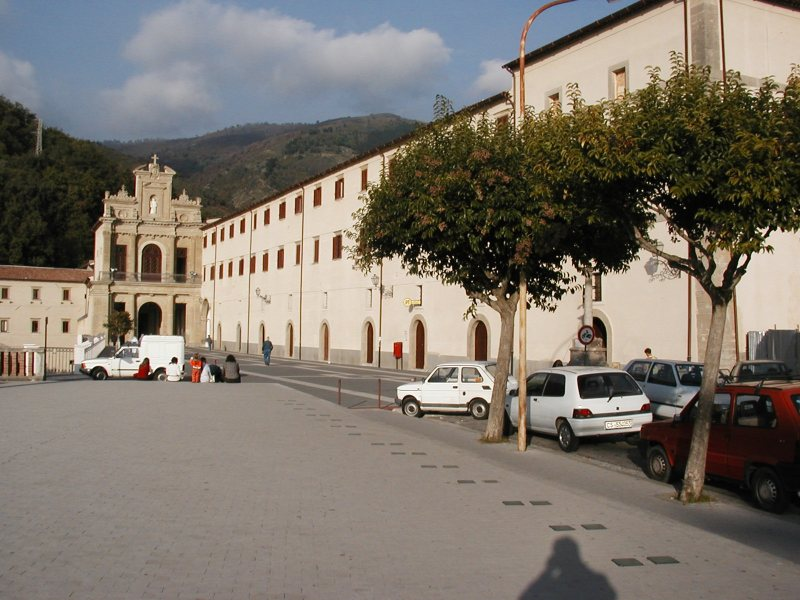
Basílica de Sant Francesc a Paola
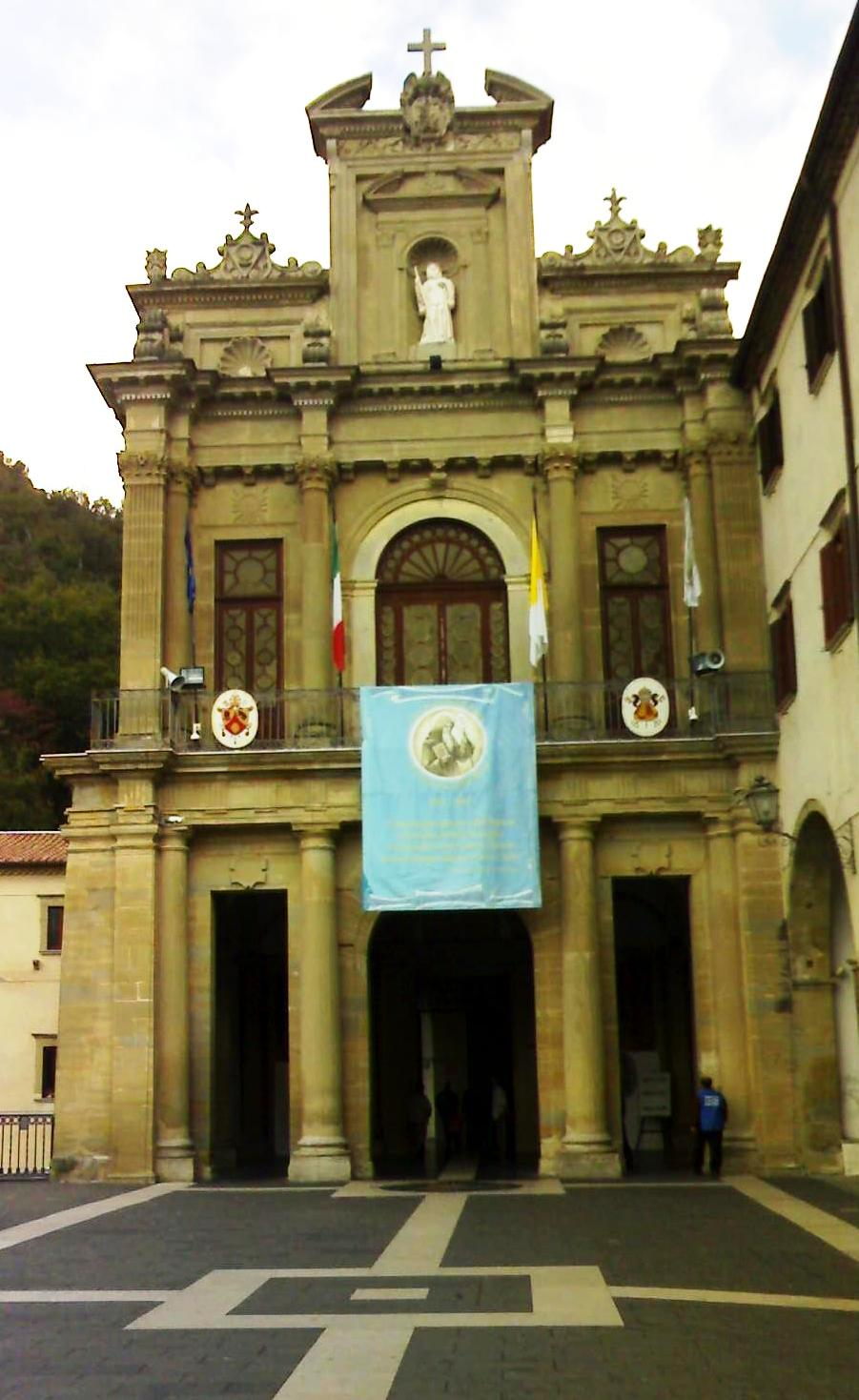
Façana del santuari de Paola

### Llegendes
Segons la tradició, el 1464 el capità d'un vaixell que havia de travessar l'estret de Messina no el deixà pujar-hi perquè no podria pagar el passatge. Francesc va estendre la capa del seu hàbit a l'aigua i amb la gaiata va fer un màstil: fent servir el mantell com a barca, va encreuar el braç de mar. Sobre aquest fet declararen dos testimonis d'auditu en el procés fet a Calàbria, manifestaren, en contra de la tradició iconogràfica posterior, que Francesc va travessar el mar caminant com si fos terra ferma.